# Manville (New Jersey)
Manville – miasto w stanie New Jersey, w hrabstwie Somerset. Położone w pobliżu autostrady międzystanowej 287, oraz dróg 28 i 206, nad rzeką Raritan.
Do 1912 było częścią Hillsborough Township. W 1912 powstała fabryka azbestu, która doprowadziła do rozwoju miasta. Nowo osiedlającymi byli głównie emigranci z Polski, zachodniej Ukrainy, Słowacji i Czech. W 1919 wybudowano mały drewniany kościół, a dwa lata potem powstała parafia.
We wrześniu 2021 miasto zostało zniszczone przez huragan Ida, wcześniej również wielokrotnie dotykały je potężne burze. W roku 1999 był to huragan Floyd, w 2011 – huragan Irene, a w 2012 – huragan Sandy.